# Paraffintest
Der Paraffintest ist ein forensisches Nachweisverfahren für Nitrat- und Nitritspuren, die beim Abfeuern einer Schusswaffe meist an den Händen des Schützen zurückbleiben. Dazu wird flüssiges Paraffin auf die Hand des Verdächtigen gegeben und nach dem Erstarren von der Haut entfernt, worauf ein chemischer Nachweis von Nitrat beispielsweise durch Bildung eines Farbstoffs mit Diphenylamin erfolgen kann.
Das im Schießpulver (z. B. Schwarzpulver) oft enthaltene Nitrat wird durch die Explosionsreaktion teilweise freigesetzt und lässt sich an der Hand des Schützen als Schmauchspur nachweisen. Das Fehlen einer solchen Spur kann helfen, einen vorgetäuschten Suizid aufzudecken.